# بياباني بايين (باقران)
بياباني بايين (بالفارسية: بیابانی پایین) هي مستوطنة تقع في إيران في قسم باقران الريفي.